# Fodor Teréz
Fodor Teréz (Gyula, 1925. március 31. –) magyar színésznő.

## Életpályája
Színészi diplomáját 1948-ban vette át a Színház- és Filmművészeti Főiskolán. Magánszínházakban kezdte pályáját, majd 1949-től a Szegedi Nemzeti Színházhoz szerződött. 1951-től a kecskeméti Katona József Színházban töltött egy évadot. 1952-től a Magyar Néphadsereg Színházában, 1955-től a Pécsi Nemzeti Színházban szerepelt. 1959 őszétől egy évadot a Miskolci Nemzeti Színházban játszott. 1960-tól 1978-ig az Állami Déryné Színház társulatának tagja volt, nyugdíjas művészként is foglalkoztatták, filmekben is szerepelt.

## Fontosabb színházi szerepei
- William Shakespeare
  - Vízkereszt... Mária
  - Szentivánéji álom... Titánia
  - Hamlet... Gertrud
- Hermann Gressieker – Kalmár Tibor: VIII. Henrik és hat felesége... Anna Boleyn, a vérpadra küldött királyné
- Pierre-Augustin Caron de Beaumarchais: Figaro házassága avagy Egy bolond nap... Grófné
- Eugène Scribe: Egy pohár víz... A hercegnő
- Nyikolaj Vasziljevics Gogol: Háztűznéző... Pletyka, házasságszerzőnő
- Makszim Gorkij: Ellenségek... Agraféna
- Friedrich Schiller
  - Don Carlos... Olivarez hercegnő, főudvarmesternő
  - Ármány és szerelem... Millerné
- Henrik Ibsen: Babaotthon (Nóra)... Krisztina
- Harriet Beecher Stowe: Tamás bátya kunyhója... Eliza, félvér, George felesége
- Katona József: Bánk bán... Melinda
- Heltai Jenő: A néma levente... Gianetta
- Barta Lajos: Szerelem... Szalayné
- Bródy Sándor: A tanítónő... Tóth Flóra
- Jókai Mór
  - És mégis mozog a Föld... Özv. Jenőyné
  - Mire megvénülünk... Áronffy Lőrincné
  - Könyves Kálmán... Boszorkány
  - Az új földesúr... Pajtayné, a szép Corinna
- Móricz Zsigmond: Nem élhetek muzsikaszó nélkül... Zsani néni
- Örkény István: Macskajáték... Giza
- Felkai Ferenc: A király bolondja... Nathália, hercegnő, a királyné nővére
- Gyárfás Miklós
  - Dinasztia... Júlia
  - Hatszáz új lakás... Nagy Klári
- Gosztonyi János: Columbus... Filippa
- Bárány Tamás: Napkeleti királyasszony... Napraforgó királyasszony, a sah felesége
- Háy Gyula: Az élet hídja... Erzsi
- Urbán Ernő: Gál Anna diadala... Gál Anna
- Major Ottó: Határszélen... Kende Borbála, tanítónő
- Földes Mihály: Mélyszántás... Fazekasné
- Tóth Miklós: Jegygyűrű a mellényzsebben... Ida, Csóri felesége
- Forgács István: Boszorkányok... Hétvékásné
- Mándi Éva: Hétköznapok hősei... Anna
- Sólyom László: A nyomozás érdekében... Rácz Zsuzsanna, sofőr
- Pavel Kohout: Ilyen nagy szerelem... Milán édesanyja
- Rudi Strahl: Éva és Ádám... Dr. Gabriel, társadalmi védő
- Anatolij Vlagyimirovics Szofronov: Moszkvai jellem... Szeverova
- Borisz Andrejevics Lavrenyov: Amerika hangja... Cynthia
- Irina Karnauhova: Mese a tűzpiros virágról... Baba Jaga, boszorkány
- Grimm fivérek: Csipkerózsika... A boszorkány

## Filmek, tv
- Mozart és Salieri (1979)
- Isten veletek, barátaim (1987)
- Erózió (1992)